# Рождественский полумарафон
Рождественский полумарафон (международное название Siberian Ice Half-Marathon) — ежегодное легкоатлетическое соревнование по бегу на длинные дистанции в зимний период на территории России. Имеет неофициальный статус самого холодного массового забега в мире. Проходит в Омске (Россия) 7 января. 

## Формат соревнований
В своём текущем формате Рождественский полумарафон включает полумарафонскую и 7-километровую дистанции (с 2017 года введена также дистанция 3,5 км), а также Рождественская эстафета (экиден на полумарафонской дистанции (6 участников по 3,5 километра). Дистанция проходит по историческому центру Омска, описывая петлю длиной 3,5 км.
Участие открыто для бегунов в возрасте от 14 лет. Каждый участник получает спортивную шапку и рождественский сувенир, каждый финишировавший — диплом и оригинальную медаль. Победители и призёры среди мужчин и женщин получают денежные призы. Также вручается отдельный приз за самый оригинальный костюм.

## История
Традиция Рождественского полумарафона в Омске восходит к 1991 году, когда при температуре −10 °C состоялось первое подобное соревнование. Начиная с 1993 года Рождественский полумарафон стал ежегодным.
Рекордно низкая температура во время соревнований была зафиксирована в 2001 году, когда столбик термометра упал до 39 градусов ниже нуля. Участникам соревнований в этот день было предложено, вне зависимости от того, на какую дистанцию они были заявлены, ограничиться бегом на 6 км, но тем не менее 13 бегунов преодолели полностью полумарафонскую дистанцию. После этого за Рождественским полумарафоном закрепился неофициальный титул «самого холодного марафона в мире». Самой высокой температура в день соревнований была в 2012 и в 2015 году, составив лишь −4 °C.
Хотя в Рождественском марафоне исторически принимают участие иностранные бегуны (так, в 2003 году мужские соревнования выиграл представитель Казахстана), лишь в конце 2011 года Рождественский полумарафон официально получил международный статус и был включён в календарь Ассоциации международных марафонов и пробегов (AIMS).

## Победители
| Год  | Полумарафон — мужчины          | Полумарафон — женщины         | Эстафета — мужчины         | Эстафета — женщины |
| ---- | ------------------------------ | ----------------------------- | -------------------------- | ------------------ |
| 2018 | Михаил Кульков — 1:13:32       | Лейсан Яхина — 1:23:20        |                            |                    |
| 2018 | Александр Бутрамеев — 1:10:01  | Марина Ковалёва — 1:17:36     |                            |                    |
| 2017 | Сергей Петров — 1:08:16        | Наталья Тарасова — 1:22:06    |                            |                    |
| 2016 | Василий Минаев — 1:10:12       | Марина Ковалёва — 1:22:31     |                            |                    |
| 2015 | Александр Бутрамеев — 1:09:45  | Марина Ковалёва — 1:20:37     |                            |                    |
| 2014 | Василий Минаев — 1:11:34       | Нина Поднебеснова — 1:19:47   | СибГУФК — 1:09:08          | СибГУФК — 1:29:09  |
| 2013 | Артём Екимов — 1:08:29         | Евгения Данилова — 1:22:07    | ООО ТД «Вавилон» — 1:11:39 | СибГУФК — 1:33:49  |
| 2012 | Вадим Улижов — 1:09:13         | Нина Поднебеснова — 1:21:26   |                            |                    |
| 2011 | Вадим Улижов — 1:08:10         | Нина Поднебеснова — 1:22:14   |                            |                    |
| 2010 | Александр Болховитин — 1:09:27 | Евгения Данилова — 1:25:52    |                            |                    |
| 2009 | Вадим Улижов — 1:08:25         | Евгения Данилова — 1:25:57    |                            |                    |
| 2008 | Вадим Улижов — 1:08:27         | Евгения Данилова — 1:17:36    |                            |                    |
| 2007 | Александр Елунин — 1:08:19     | Нина Поднебеснова — 1:17:45   |                            |                    |
| 2006 | Денис Рычков — 1:08:26         | Евгения Данилова — 1:26:01    |                            |                    |
| 2005 | Александр Елунин — 1:11:04     | Нина Поднебеснова — 1:24:22   |                            |                    |
| 2004 | Игорь Тюпин — 1:11:15          | Нина Поднебеснова — 1:23:56   |                            |                    |
| 2003 | Павел Брода — 1:10:41          | Ирина Сухорукова — 1:43:36    |                            |                    |
| 2002 | Евгений Лыков — 1:11:32        | Анастасия Вершинина — 1:34:33 |                            |                    |